# تایمنی
تایمنی بخشی از شهر کابل، واقع در ولایت کابل، افغانستان است. این منطقه «پروژه تایمنی» نیز نام دارد که بخشی پرجمعیت شهر است و افراد مختلف از نقاط مختلف افغانستان در این منطقه زندگی می‌کنند.

## موقعیت
تایمنی در نزدیکی شهرنو، کابل و خیرخانه واقع شده‌است. 
این بخش شهر کابل دارای سالون‌های عروسی بسیار است.